# Прушковський Потік
Прушковський Потік (пол. Prószkowski Potok) — річка в Польщі, у Опольському повіті Опольського воєводства. Ліва притока Одри (басейн Балтійського моря).

## Опис
Довжина річки 40,8 км, найкоротша відстань між витоком і гирлом — 14,50 км, коефіцієнт звивистості річки — 2,82. Площа басейну водозбору 178 км².

## Розташування
Бере початок на східній стороні від міста Немодлін у ландшафтному заказнику «Немодлінський ліс». Спочатку тече переважно на південний схід через село Ліготу Прушковську, там повертає і тече на північний схід, а потім на північний захід. На північно-західній стороні від села Неводніки впадає у річку Одру.
Населені пункти вздовж берегової смуги: Пжисеч, Пришкув, Нова Кузня, Домецько, Деканство, Хмельовице.
Притоки: Хруштінка (ліва).

## Цікаві факти
- У селі Нова Кузня на лівому березі річки створено природний заказник «Став Новокузнецький».
- У Хмельовице річку перетинає залізнична дорога. На правому березі річки на відстані приблизно 260 м розташована станція Ополе Хмельовице.[1]